# Phan Ngọc Thọ
Phan Ngọc Thọ (sinh ngày 18 tháng 6 năm 1963) là một chính trị gia người Việt Nam.
Ông nguyên là Phó Bí thư Thường trực Tỉnh ủy Thừa Thiên Huế. Ông từng là Chủ tịch Ủy ban nhân dân tỉnh Thừa Thiên Huế, đại biểu Quốc hội Việt Nam khóa 14 nhiệm kì 2016-2021, thuộc đoàn đại biểu quốc hội tỉnh Thừa Thiên Huế, Trưởng Đoàn đại biểu quốc hội tỉnh Thừa Thiên Huế, Ủy viên Ủy ban Đối ngoại của Quốc hội khóa 14. Ông lần đầu trúng cử đại biểu Quốc hội năm 2016 ở đơn vị bầu cử số 1, tỉnh Thừa Thiên Huế gồm có thị xã Hương Trà và các huyện: Phong Điền, Quảng Điền, A Lưới.

## Xuất thân
Phan Ngọc Thọ sinh ngày 18 tháng 6 năm 1963 quê quán ở xã Phong Bình, huyện Phong Điền, tỉnh Thừa Thiên Huế.
Ông hiện cư trú ở thành phố Huế, tỉnh Thừa Thiên Huế.

## Giáo dục
- Giáo dục phổ thông: 12/12
- Kỹ sư Công nghệ khai thác dầu khí
- Cử nhân lí luận chính trị

## Sự nghiệp
Ông gia nhập Đảng Cộng sản Việt Nam vào ngày 29/10/1993.
Ông từng là đại biểu hội đồng nhân dân tỉnh Thừa Thiên Huế nhiệm kỳ 2011-2016.
Ngày 2 tháng 6 năm 2010, tại kỳ họp chuyên đề lần thứ 8 của Hội đồng nhân dân tỉnh Thừa Thiên Huế khóa 5, các đại biểu hội đồng đã bầu Phan Ngọc Thọ, Kỹ sư Công nghệ khai thác dầu khí, Ủy viên UBND tỉnh, Chánh Văn phòng UBND tỉnh Thừa Thiên Huế cùng với Lê Trường Lưu giữ chức vụ Phó Chủ tịch Ủy ban nhân dân tỉnh Thừa Thiên Huế nhiệm kỳ 2004 - 2011.
Tháng 5 năm 2016, ông lần đầu ứng cử đại biểu Quốc hội Việt Nam khóa 14. Lúc này ông đang là ủy viên Thường vụ Tỉnh ủy, Phó Chủ tịch Thường trực Ủy ban nhân dân tỉnh Thừa Thiên Huế, làm việc ở Ủy ban nhân dân tỉnh Thừa Thiên Huế.
Ngày 22 tháng 5 năm 2016, ông trúng cử đại biểu Quốc hội Việt nam khóa 14 nhiệm kì 2016-2021 ở đơn vị bầu cử số 1, tỉnh Thừa Thiên Huế gồm có thị xã Hương Trà và các huyện: Phong Điền, Quảng Điền, A Lưới, được 202.087 phiếu, đạt tỷ lệ 76,04% số phiếu hợp lệ.
Ông từng là Ủy viên Ban Thường vụ tỉnh ủy, Phó Chủ tịch Thường trực Ủy ban nhân dân tỉnh Thừa Thiên Huế, Trưởng Đoàn đại biểu quốc hội tỉnh Thừa Thiên Huế, Ủy viên Ủy ban Đối ngoại của Quốc hội.
Ngày 4/6/2018, Tỉnh ủy Thừa Thiên - Huế đã họp hội nghị bất thường, công bố Quyết định 731-QĐ/TW ngày 13/4/2018 của Ban Bí thư về việc đồng chí Nguyễn Văn Cao thôi giữ chức Phó Bí thư Tỉnh ủy Thừa Thiên - Huế nhiệm kỳ 2015-2020 để nghỉ hưu theo chế độ; bầu đồng chí Phan Ngọc Thọ, Phó Chủ tịch Thường trực UBND tỉnh Thừa Thiên - Huế giữ chức Phó Bí thư Tỉnh ủy nhiệm kỳ 2015-2020. 
Ngày 4 tháng 6 năm 2018, tại kì họp bất thường của Hội đồng nhân dân tỉnh Thừa Thiên Huế khóa 7, các đại biểu Hội đồng nhân dân tỉnh này đã thông qua nghị quyết miễn nhiệm chức danh Chủ tịch Ủy ban nhân dân tỉnh Thừa Thiên Huế đối với Nguyễn Văn Cao để ông cao nghỉ hưu trước 4 tháng. Phan Ngọc Thọ được bầu làm Chủ tịch Ủy ban nhân dân tỉnh Thừa Thiên Huế nhiệm kì 2016-2021 với tỉ lệ 52 trên 53 phiếu thuận.
Ngày 28 tháng 6 năm 2021, ông kết thúc nhiệm kỳ làm chủ tịch UBND tỉnh Thừa Thiên Huế vì không đủ tuổi tái cử Đại biểu HĐND theo quy định, kế nhiệm ông là Tân Phó bí thư Tỉnh ủy Nguyễn Văn Phương, con rể ông Hồ Xuân Mãn. 